# 게일 손더가드
게일 손더가드(Gale Sondergaard, 1899년 2월 15일 ~ 1985년 8월 14일)는 미국의 배우이다.

## 연극
- 파우스트 (괴테)
- 참령 바바라

## 영화, 텔레비전
- 안소니 에드버즈
- 에밀 졸라의 생애
- 쾌걸 조로 (1940년 영화)
- 편지 (1940년 영화)
- 리오로 가는 길
- 제6지대
- 더 폴 가이